# Kożluwci
Kożluwci (bułg. Кожлювци) – wieś w Bułgarii, w obwodzie Wielkie Tyrnowo, w gminie Elena. W 2024 roku liczyła 5 mieszkańców.